# Альтавілла-Вічентіна
Альтавілла-Вічентіна (італ. Altavilla Vicentina, вен. Altaviła Vixentina) — муніципалітет в Італії, у регіоні Венето, провінція Віченца.
Альтавілла-Вічентіна розташована на відстані близько 420 км на північ від Рима, 70 км на захід від Венеції, 9 км на південний захід від Віченци.
Населення — 12 084 особи (2014).
Покровитель — S.S. Redentore.

## Демографія
Населення за роками:

Станом на 1 січня 2023 року в муніципалітеті офіційно проживали 884 іноземці з 60 країн, серед них 226 громадян країн Євросоюзу та 30 громадян України.

## Сусідні муніципалітети
- Аркуньяно
- Брендола
- Креаццо
- Монтеккьо-Маджоре
- Совіццо
- Віченца